# 오르조토
오르조토(이탈리아어:Orzotto)는 이탈리아 요리에서 찾아볼 수 있는 리소토와 유사한 요리인데 쌀 대신에 보리를 사용한다. 북동부인 프리울리베네치아줄리아 주의 특산 요리이다.
오르조토는 이태리어로 보리를 뜻하는 오르조와 리소토의 혼성어이며 파스타인 오르소(또는 리소니)와는 다르다.